# Споменици Степану Бандери
Обележавање Степана Бандере у виду биста и споменика почело је са падом Совјетског Савеза — од 1991. године па надаље. Степану Бандери, који је био контроверзни украјински политичар и вођа Организације украјинских националиста (ОУН) који је сарађивао са нацистима. Док је било забрањено његово обележавање у Совјетском Савезу, након распада 1991, у западној Украјини почели су да му додељују улице, тргове и постављају му споменике и барељефе, поготово у његовом родном крају/области Ивано-Франковска област (10 споменика) и суседним областима; Ровењска област (2 споменика), Хмељничка област (1 споменик) и поготово Лавовска област (бар 19 споменика) и Тернопољска област (11 споменика). Ти су споменици постављени за време од 1991. до приближно 2015. године.
У наведеним областима спровођена је јака радикализација са споменицима и преименовањем улица са старих совјетских имена на лидере Украјинске устаничке армије; Бандери, Роману Шухевичу, Јевгенију Коновалецу и осталима. Радикализација је (након Наранџасте револуције 2004) са запада Украјине кренула према истоку; у главном граду Кијеву 2016. Московски проспект (авенија) је, под градоначелником Виталијем Кличком, преименована у Проспект Степана Бандере.

## Локације

### Ивано-Франковска област
- Ивано-Франковск, споменик постављен 1. јануара 2009, вајар Микола Посикира
- Городенка, биста из гранита, постављена 30. новембра 2008, скулптор Иван Осадчук[3]
- Коломија један од првих споменика Бандери. Постављен 18. аугуста 1991. за 750-годишњицу Коломије; дан након неуспелог августовског пуча у Москви. Скулптор Виталиј Рожик
- Грабовка (Калушски рејон), споменик постављен 12. октобра 2008. за 100-годишњицу рођења. Скулптор Петро Штајер[4]
- Никитинци (Ивано-Франковски рејон), бронзана биста постављена 26. августа 2007, скулптор Васил Виљшчук .[5]
- Средњи Березов (Косовски рејон)
- Сњатино, споменик постављен 4. децембра 2015.[6]
- Стари Угринов (Калушски рејон), споменик у родноме селу, постављен 15. октобра 1990.
- Татаров (Надворнјански рејон), биста код железничке станице
- Узин (Тисменицки рејон). Биста постављена 7. децембра 2007, скулптор Васил Виљшчук

### Лaвовска област
- Лавов, споменик скулптора Миколе Посикира и архитекта Михајла Федика, постављен 13. октобра 2003. за 65. годишњицу Украјинске устаничке армије
- Борислав, споменик постављен 1998.
- Велики Мости, споменик постављен 1. јануара 2012.[7]
- Дрогобич, споменик скулптора Љубомира Јаремчука постављен у истоименом парку 14. октобра 2001.[8]
- Дубљани, споменик скулптора Јарослава и Владимира Лозе постављен 2004.[9]
- Каменка-Бугска, споменик постављен на истоименом тргу
- Николајев, споменик поред градске управе постављен 14. окобра 2012. за 70. годишњицу Украјинске устаничке армије[10]
- Мостиска
- Самбор, споменик постављен 21. септембра 2011. Скулптор Микола Посикира и архитект Михајло Федик
- Сколе, споменик постављен 30. септембра 2012. Аутор лавовски скулптор Иван Самотос[11]
- Стари Самбор, споменик постављен 30. септембра 2008. Аутор лавовски скулптор Иван Самотос
- Стриј, споменик поред гимназије где је Бандера студирао 1919—1927
- Трускавец, постављен 19. фебруара 2010. Аутор лавовски скулптор Иван Самотос
- Турка, споменик постављен 14. октобра 2009. Аутор лавовски скулптор Иван Самотос[12]
- Червоноград
- Великосјолки, биста постављена 14. октобра 2011
- Воља-Задеревацка, три споменика; биста, барелиеф и још један барелиеф код музеја породице Бандера
- Гордиња, стела из гранита посвећена Бандери и Јевгенију Коновалцу
- Горишниј, трофигурна композиција из гранита Степану Бандери, Роману Шухевичу и Тарасу Шевченку, постављено код цркве Богородици 25. августа 2011.
- Крушељница, спомен плоча на месту где је бивао Бандера са групом студената у августу 1953.

### Ровенска област
- Здолбунов, постављен 21. октобра 2012, скулптор Владимир Шолудко[13]
- Млинов, споменик постављен 22. маја 2016

### Тернопољска област
- Чортков, споменик постављен 23. октобра 2013
- Бережани